# Okruhly
Okruhly (Okrouhly, Okrouhel) – zaniklá ves na území Prahy v poloze „mezi Střížkovem a Kobylisami“ a "nad Libní (supra Libeň)". Je zmiňována poprvé v roce 1346. Poslední zpráva o Okrouhlech je z roku 1506. 
Jméno Okrouhly patrně souvisí s dnešním názvem dvouvrší Okrouhlík (též Okrouhlí, Hora Okrouhlá) nad Novou Libní u Kobylis. Někdy se rozlišuje mezi vlastním vyšším Okrouhlíkem a sousedním nižším návrším tzv. Malým Okrouhlíkem (s dnes již zaniklou vinicí).